# 新成川站
新成川站（：／ Sinsŏngch'ŏn yŏk */?）是朝鮮民主主義人民共和國平安南道成川郡的一個鐵路車站，属于平罗线和平德線。

## 邻近车站
平罗线
修德站 - 新成川站 - 巨兴站
平德線
三德站 - 新成川站 - 锦坪站